# パルジャニヤ
パルジャニヤ (サンスクリット: पर्जन्य, Parjanya) は、インド神話に登場する雨の神である。マルト神群やインドラ神とよく似た性格を持つ。
パルジャニヤは『リグ・ヴェーダ』では3篇の独立讃歌を持つ。しばしば牡牛と呼ばれ、雨雲を作り出し、雷をともなう雨を降らせ、大地を潤す。またパルジャニヤは植物の保護者とされ、草木に種子を授け、芽生えさせるという。しかしその反面、樹木を裂き、ラークシャサを殺す荒々しい一面を持つ。
神秘的な讃歌（7巻101）においては、パルジャニヤは「自律の王者」と呼ばれ、彼の中に生物、無生物を問わず、一切万物の生気が存すると詠われている。また別の讃歌では1度だけだがアスラと呼ばれている。
後の叙事詩『ラーマーヤナ』ではヴァナラ（猿）の1人、シャラバの父とされている。